# واکونایکا
واکونایکا (روسی: Вакунайка) یک رودخانه در استان یاقوتستان کشور روسیه است.